# Музеј текстилне индустрије у Стројковцу
Музеј текстилне индустрије у Стројковцу удаљен је десетак километара од Лесковца и смештен у некадашњој воденици, која је подигнута у другој половини 19. века. 

## Историја
У њој су 1884. године предузимљиви Лесковчани на челу са Митом Теокаревићем отворили прву фабрику гајтана, што се сматра зачетком текстилне индустрије у Србији. Радила је са 60 чаркова и производио се само гајтан под називом Антоније Поповић и компанија. Прва српска гајтанара у селу Стројковцу престала је са радом 1896. године, када су чаркови пренети у Лесковац у Прву фабрику штофа "Илић Поповић и Ко.", где се и даље производио гајтан. Лесковачки гајтан је убрзо постао популаран и познат не само у Србији, већ и на простору југоисточне Европе и Мале Азије.
Музеј текстилне индустрије у Стројковцу једини је музеј овакве врсте у нашој земљи. Зграда музеја сачувала је специфичну архитектонску лепоту, карактеристичну за период у коме је грађена, а и опремљена је аутентичним намештајем и посуђем. Музеј је отворен 12. јула 1959. године, а године 1984. отворена је стална поставка аутора Радмиле Стојановић и Срђана Марковића, кустоса Народног музеја. Одлуком Скупштине општине Лесковац проглашен је за културно добро 1990. године. Цео простор има и амбијенталну вредност, јер сем потока који протиче испод саме воденице цео је травнат и уклопљен у просторно-амбијенталну целину. Реконструисан је 2011. године, чиме је објекту враћен стари сјај и некадашњи, аутентичан начин производње гајтана - каналом тече вода чија снага покреће механизам за окретање чаркова за упредање гајтана.

## Галерија
- Двориште музеја. Канал у дворишту направљен је за потребе довођења воде чијом снагом је покретан механизам за окретање чаркова и упредање гајтана.
- Зграда музеја и део канала. У левом крилу зграде била је смештена воденица, док у су у десном биле просторије за становање.
- Поставка музеја.